# Зенцов, Андрей Степанович
Андрей Степанович Зенцо́в (1903 — ?) — советский строитель ГЭС, маркшейдер.

## Биография
Родился 2 (15) августа 1903 года в посёлке Корсунь (ныне Донецкая область, Украина).
Окончил Высшие курсы инженеров-геодезистов при Днепропетровском инженерно-строительном институте (1932).
- старший техник, инженер, старший инженер геодезической части Днепростроя (1931—1932),
- заместитель заведующего геодезическим отделом Средволгостроя (1932—1935),
- прораб основных геодезических работ и старший маркшейдер Нивагэсстроя (1937—1941),
- начальник изысканий Иртышгэсстроя (1941—1944),
- главный маркшейдер Нивагэсстроя (1944—1950),
- начальник проектно-изыскательского отдела, главный инженер Управления инженерной геодезии Камгэсстроя (1950—1955),
- главный маркшейдер УС «Братскгэсстрой» (с 1955).

## Награды и премии
- Сталинская премия первой степени (1950)— за разработку проекта и сооружение ГЭС.
- премия АН СССР имени академика Г. О. Графтио.
- заслуженный строитель РСФСР (1968).
- орден Ленина (23 февраля 1966 года).

## Книги
- Геодезия при строительстве крупных гидроэлектростанций и их туннелей [Текст] : из опыта работ / А. С. Зенцов. — М. : Госгеолтехиздат, 1963. — 224 с. : ил.
- Высокоточный способ проверки нивелиром горизонтальности при монтаже крупных гидроагрегатов [Текст] / А. С. Зенцов. — М. : Госэнергоиздат, 1956. — 40 с.